# Rudolfinische Tafeln

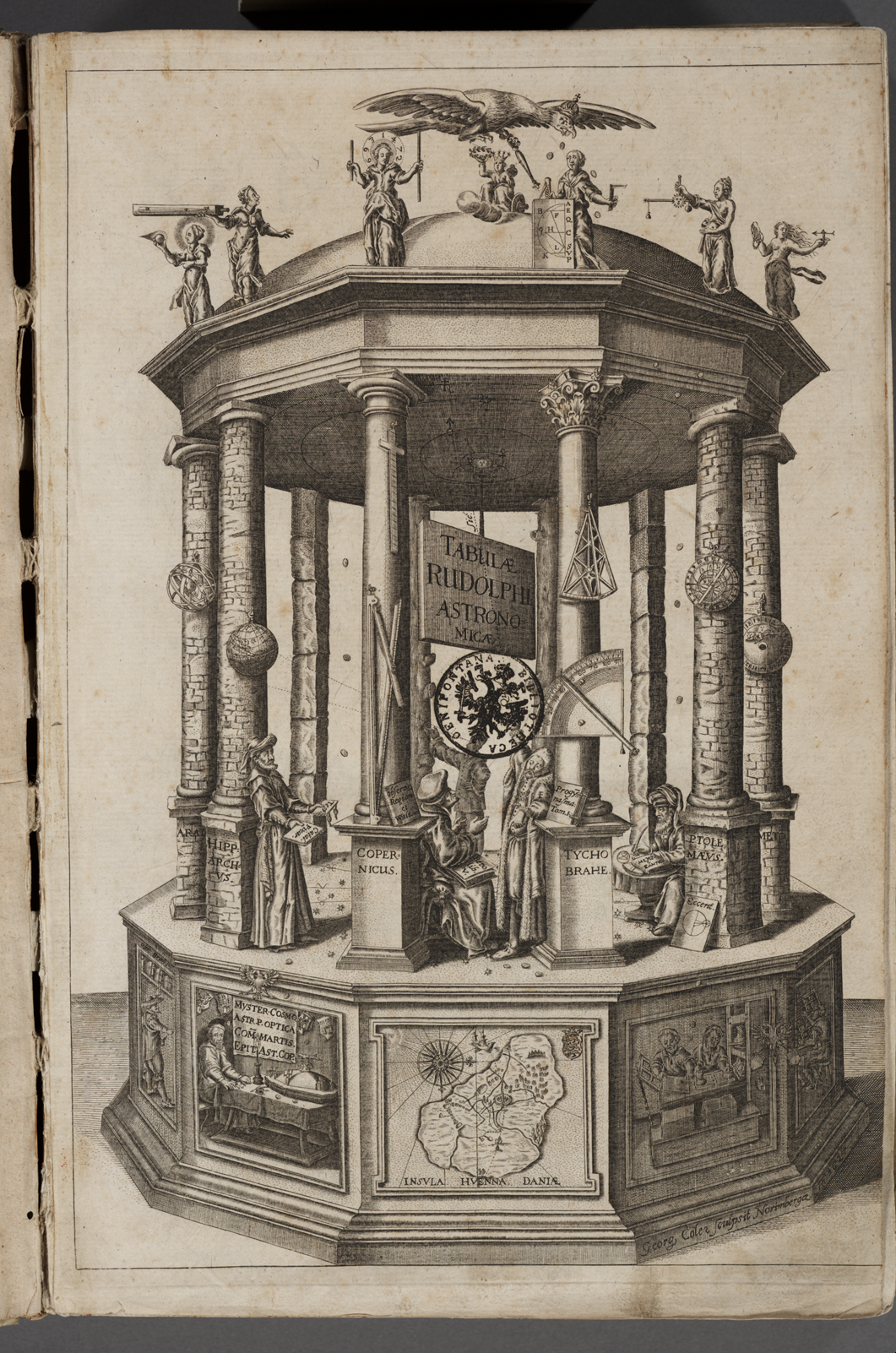
Frontispiz Tempel der Urania, links unten im Sockel Bildnis Keplers bei der Arbeit

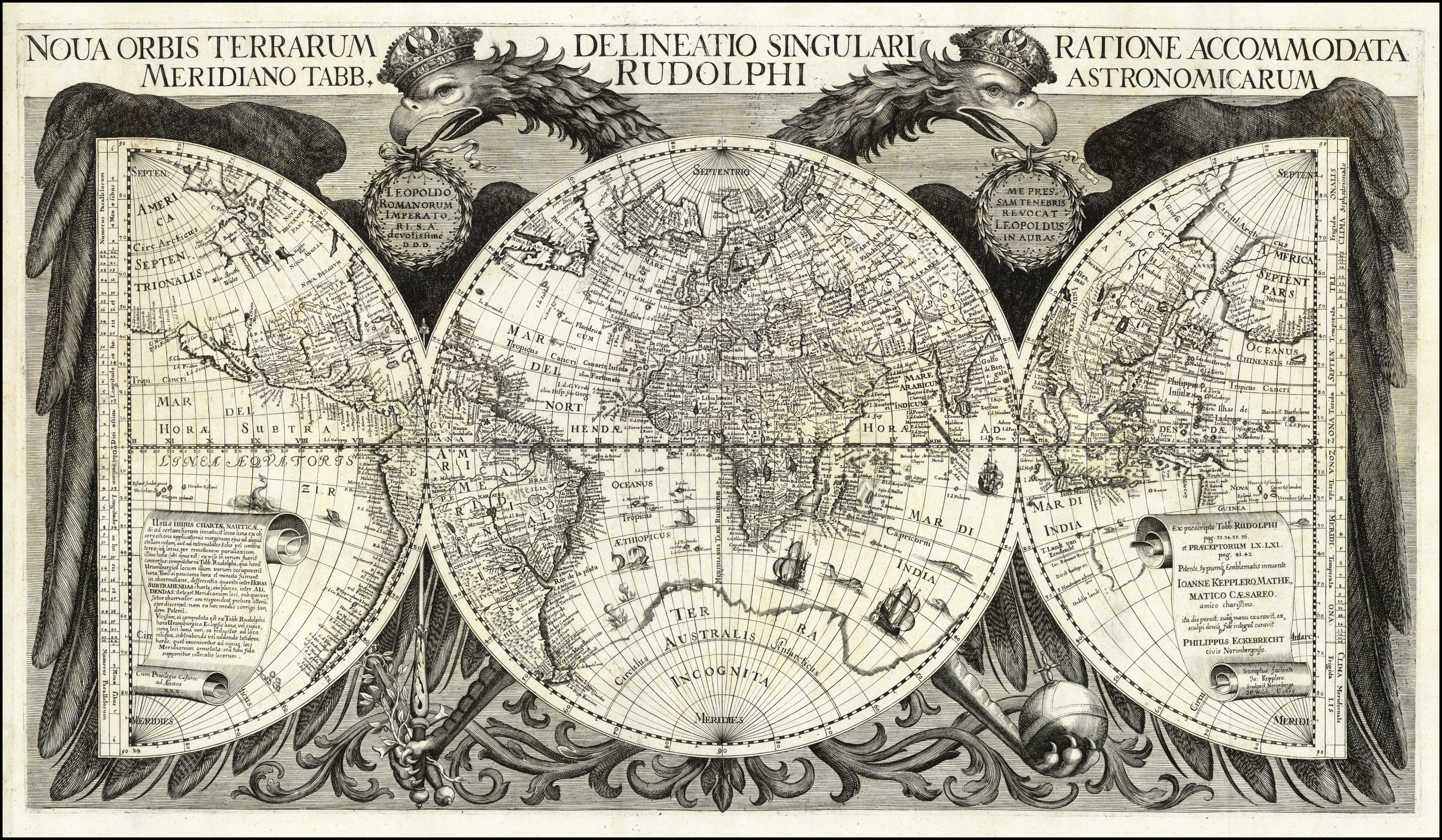
Weltkarte (nur in einigen späteren Exemplaren des Werks vorhanden)

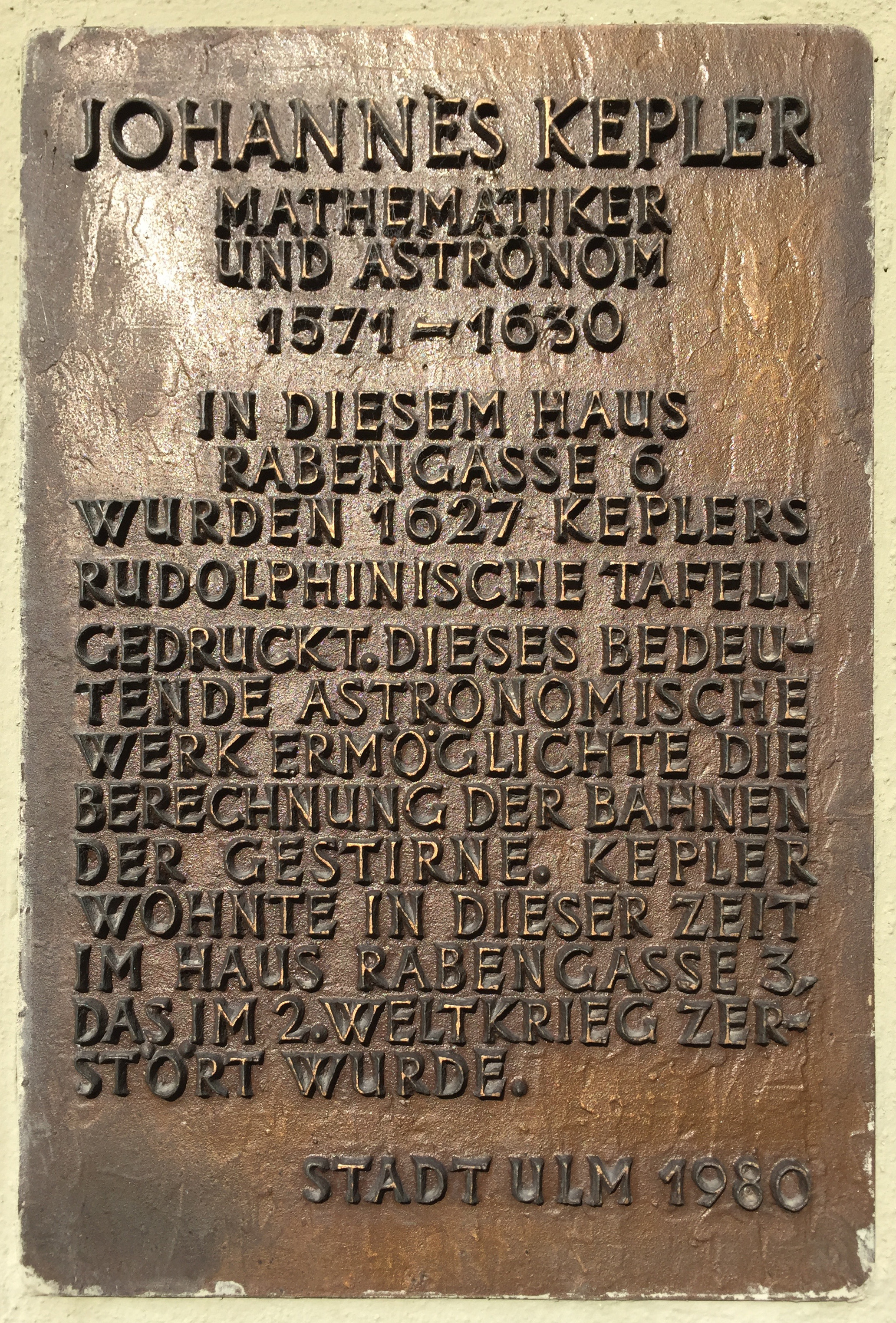
Gedenktafel am Standort der ehemaligen Druckerei Jonas Saurs (1591–1633) in Ulm

Die Rudolfinischen Tafeln (lat.: Tabulæ Rudolphinæ) von Johannes Kepler stellen eine Sammlung dar von Tabellen, mathematischen Grundlagen, Rechenvorschriften mit Beispielen, insbesondere Regeln zur Vorhersage der Planetenstellungen. Sie sind die Grundlagen astronomischer und astrologischer Berechnungen aller Art (z. B. Finsternisse, Osterfestdatum, Horoskopkonstellationen).
Die Tafeln waren genauer als die bis dahin verwendeten Alfonsinischen Tafeln aus dem 13. Jahrhundert und die 1551 von Erasmus Reinhold berechneten Tabulæ Prutenicæ Coelestium Motuum. Der mittlere Fehler zwischen vorhergesagter und beobachteter Planetenposition konnte so von fünf Grad auf zehn Minuten Abweichung reduziert werden. Weiter enthält das Werk Refraktionstabellen, Logarithmen, ein Verzeichnis der Städte der Welt sowie einen Katalog von 1.005 Sternörtern, der auf der Arbeit von Tycho Brahe basiert.
Nachdem Kepler im Jahr 1600 Assistent von Tycho Brahe in Prag geworden war, erhielten Brahe und Kepler von Kaiser  Rudolf II. einen Auftrag für die Berechnung von neuen genaueren Planetentafeln, die nach dem Kaiser Rudolfinische Tafeln (lat. Tabulæ Rudolphinæ) benannt wurden. Als Tycho Brahe im Oktober 1601 verstarb, wurde Kepler dessen Nachfolger als kaiserlicher Mathematiker Rudolfs II. und arbeitete allein an den Tafeln weiter.
Im Mai 1612 erhielt Kepler eine Anstellung in Linz, wo er neben der Landesvermessung Oberösterreichs weiter an den Rudolfinischen Tafeln und den Harmonices mundi libri V, den fünf Büchern über die Weltharmonik, arbeitete. Die Harmonices mundi libri V gingen 1619 in Druck, die Herausgabe der Rudolfinischen Tafeln verzögerte sich jedoch unerwartet, als während des Oberösterreichischen Bauernkriegs 1626 in Linz die Druckerei des Hans Planck, in der die Tabulae Rudolfinae gedruckt werden sollten, in Flammen aufging.
Kepler übersiedelte daraufhin nach Ulm (1626–1627), um dort die Tafeln im September 1627 fertigzustellen. Die Weltkarte wurde erst später dem Werk beigegeben; es ist Keplers einzige kartographische Arbeit geblieben. (Die Karte Österreichs ob der Enns wurde nicht von Kepler, sondern von Abraham [?-?] und vor allem Israel [~1577–1617] Holzwurm geschaffen.)
Die Rudolfinischen Tafeln waren das letzte der Hauptwerke Keplers, das zu seinen Lebzeiten erschien, und stellen eine beachtliche Leistung in praktischer Astronomie dar. Das Werk bildete bis zum 18. Jahrhundert die Grundlage vieler astronomischer Berechnungen. Der englische Mathematiker und Physiker Sir Isaac Newton stützte sich bei der Formulierung seiner Theorie der Gravitationskraft auf die Keplerschen Theorien und Beobachtungen. Mit Hilfe der Rudolfinischen Tafeln konnte Adam Schall von Bell die im Auftrag des chinesischen Kaisers Xu Guangqi von Johannes Schreck begonnene Reform des Chinesischen Kalenders 1635 vollenden.
Das von Kepler entworfene Frontispiz wurde vom Frankfurter Kupferstecher Georg Keller (im Kupferstich im Sockel: Georg Celer sculpsit Norimberga) ausgeführt. Es zeigt eine Allegorie zur Geschichte der Astronomie und zu ihren Hilfswissenschaften mit einer Fülle an Motiven. An einer Stelle gibt es dort auch ein Selbstporträt Keplers, mit Zipfelmütze und Mantel wegen der nächtlichen Kälte bei den Sternbeobachtungen. Auf seinem Tisch liegt eine kleine Kopie des Tempeldachs, das er sinnbildlich mit der Entdeckung der Keplerschen Gesetze geschaffen hat.
Ein Exemplar des Werks versah Johannes Kepler am 1. November 1627 mit einer handschriftlichen Widmung an Herzog August von Braunschweig-Lüneburg; es befindet sich noch heute in der Herzog August Bibliothek in Wolfenbüttel.